# کوسامبی
کوسامبی (به انگلیسی: Kosambi) یک شهر در هند است.